# Ланда, Яаков
Ландо Яаков (1893, Куренец, Виленская губерния — 5 февраля 1986, Бней-Брак) — раввин. Раввин Бней-Брака (1936—1986).

## Биография
Родился в местечке Куренец в семье местного раввина Мойше-Лейба Ландо (ивр. משה לייב לנדא) — последователя любавичского движения. Учился в иешиве «Томхей Тмимим» в Любавичах. После смерти отца возглавил еврейскую общину в Куренце. В начале 1920-х гг. перебрался в Москву, где по инициативе рабби Й. И. Шнеерсона создал и возглавил подпольную иешиву «Тиферес бохурим». С 1928 — в Латвии, раввин в Лиепае. В 1934 эмигрировал в Эрец-Исраэль. По приезде в страну был раввином Раматаима (теперь часть Ход-ха-Шарона), затем, вплоть до своей смерти, был раввином Бней-Брака. Член раввинского суда.